# Campitini
Campitini è il nome di una dorsale dell'isola d'Elba situata alle pendici meridionali del Monte Capanne, tra la Grottaccia e il Malpasso. Il toponimo deriva dal latino campus in riferimento all'altopiano sulla sommità della dorsale. Il sito è noto soprattutto per la presenza di un quartiere pastorale (Caprile dei Campitini) e per un incidente aereo avvenuto nel 1944.

## Ambiente
La vegetazione è composta da macchia mediterranea caratterizzata da Erica arborea, Cistus monspeliensis e Pteridium aquilinum.